# Cambefortantus pauliani
Cambefortantus pauliani là một loài bọ cánh cứng trong họ Bọ hung (Scarabaeidae).